# O Mato (Noya)
O Mato es una localidad del municipio de Noya, España. Está situada en la parroquia de Roo a 5.2 kilómetros de la capital del municipio.
Es una aldea en ruinas, deshabitada desde aproximadamente el año 2000. Aun así permanecen en pie dos casas en relativo buen estado de conservación.
- Datos: Q9051437